# Giulio Castagnoli

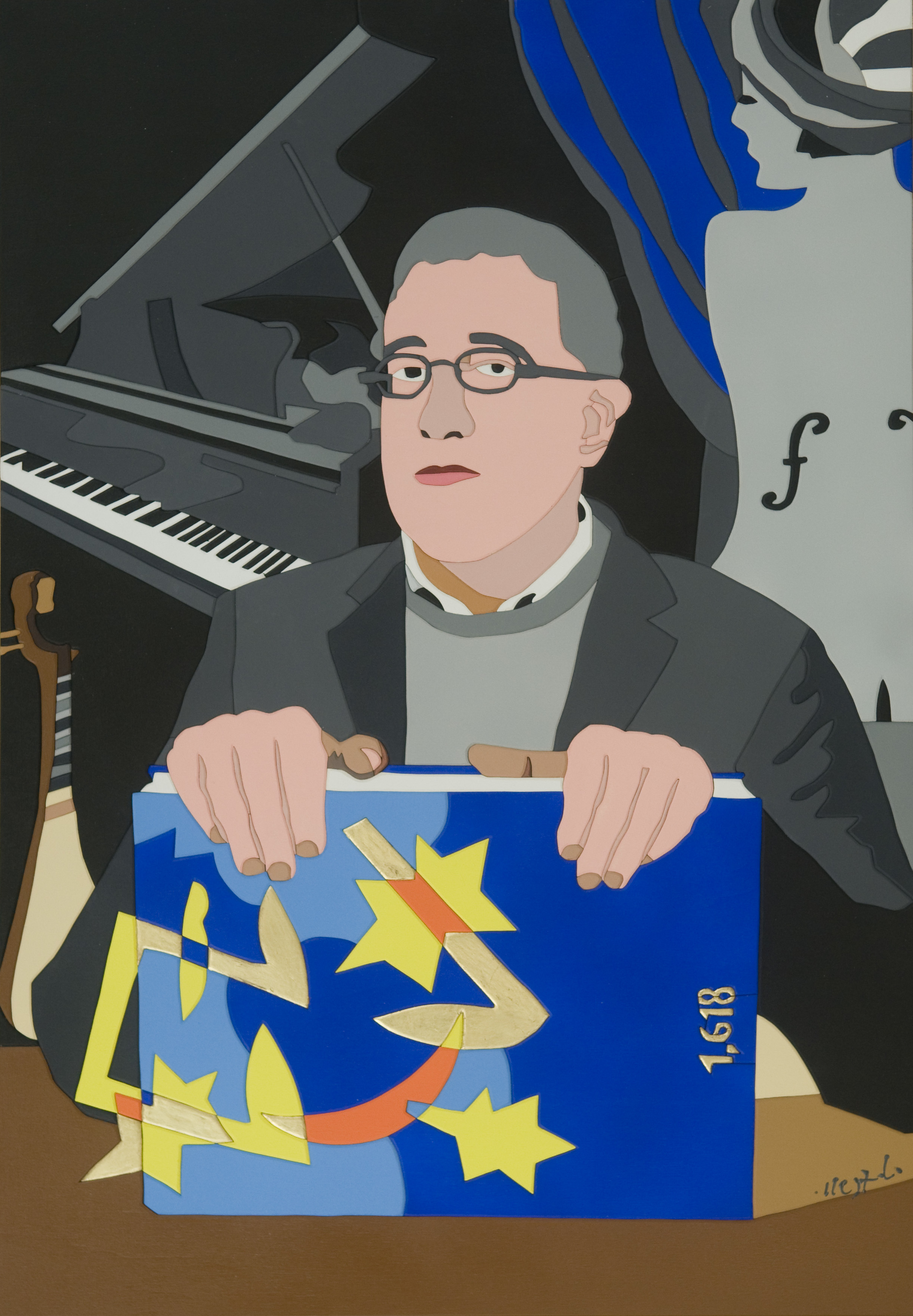
Giulio come Casella come Casorati, opera di Ugo Nespolo (acrilico e lamina d'oro su legno, 2016)

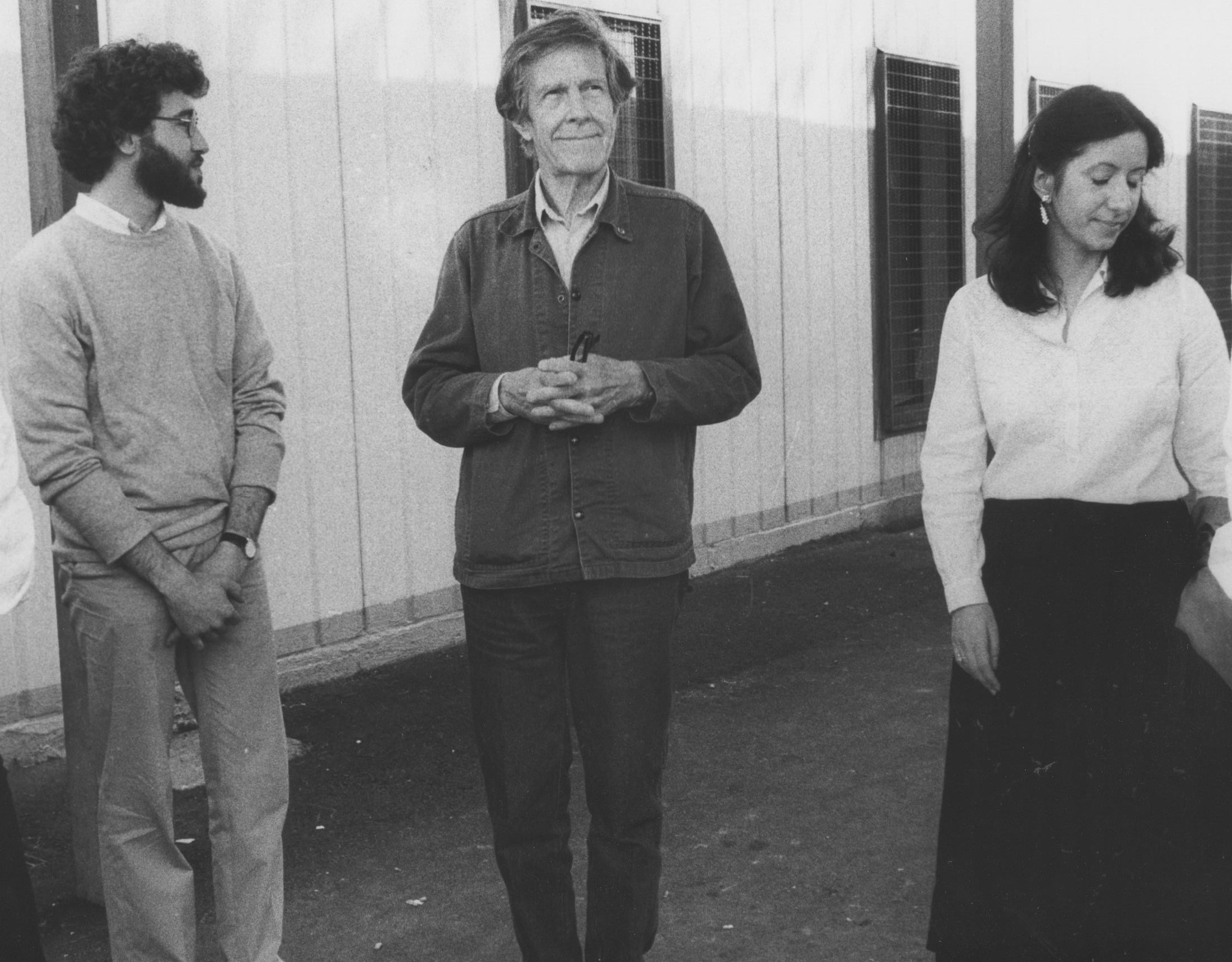
Giulio Castagnoli e John Cage con Luisa Castellani alla prima esecuzione dell'opera "Le ore e le lune" (libretto di Sergio Liberovici) Ivrea, 1984

Giulio Castagnoli (Roma, 22 novembre 1958) è un compositore italiano.

## Biografia
Nato in una famiglia di fisici (il padre Carlo Castagnoli e la madre Giuliana Cini), e bisnipote del compositore e pianista fiorentino Edgardo Del Valle de Paz, dopo aver studiato lettere antiche ed archeologia, si laurea presso l'università di Torino in storia della musica sotto la guida di Giorgio Pestelli e si diploma in composizione con Gilberto Bosco, Carlo Pinelli e Ruggero Maghini e in pianoforte con Maria Golia presso il conservatorio G. Verdi di Torino. Si perfeziona poi alla Hochschule für Musik di Friburgo con Brian Ferneyhough (1984‐1986) e con Franco Donatoni all'Accademia Nazionale di Santa Cecilia di Roma (1986-1987).
Dal 1984 è docente di composizione al conservatorio Giuseppe Verdi di Torino; inoltre, dopo aver tenuto corsi per tre anni all'Università di Torino – DAMS, dal 2002 al 2004 ha insegnato presso la Scuola nazionale di cinema.
Negli anni ottanta collabora nel campo della didattica musicale con il compositore Sergio Liberovici,  che per lui scrive il libretto dell'opera da camera Le ore e le lune, incontra John Cage (1983) e Giacinto Scelsi (1987), alla cui opera dedica un importante saggio analitico (pubblicato in Germania nel 1991), vince numerosi concorsi internazionali di composizione (Oscar-Back-Preis del Concertgebouw di Amsterdam nel 1987, Premio Valentino Bucchi a Roma nel 1987). La sua radio–opera prodotta per la Rai – Radiotre Al museo in volo & a zompi è premiata al Prix Italia nel 1991. Tra gli anni ottanta e novanta fonda e dirige i Quaderni di Musica Nuova, cura trasmissioni per la Rai, collabora con i pittori Ugo Nespolo, Gerhard Merz e Marco Gastini, il poeta Carlo Cignetti, lo scrittore Dario Voltolini, e Luciano Berio, che dirige i suoi Madrigali per orchestra d'archi. Con Luciano Berio e Giuseppe Gavazza completa ed orchestra l'opera in tre atti di Sergio Liberovici Maelzel, o delle macchinazioni pubblicata nel 1995 da Casa Ricordi.
Cura inoltre alcune voci per l'Enciclopedia della musica M.G.G. - Bärenreiter, scrive su libri e riviste saggi su Berio, Castaldi, Donatoni, Ferneyhough, Kurtág, Liberovici, Scelsi, sui Lieder di Schumann e sulla politica musicale.
Nel 1998-1999 risiede a Berlino come ospite del D.A.A.D e del Senato della città, da cui è nuovamente invitato nell'estate 2003.

## Le composizioni
Compone su commissione delle principali istituzioni in Europa (Rai, Accademia di Santa Cecilia di Roma, Biennale di Venezia, Teatro Regio di Torino, Radio France, Deutschland Radio, Radio SFB, Radio Antenne 2 – Genève), oltre che per altri importanti enti ed istituzioni in America, Asia e Australia.
Fra i suoi lavori vi è un concerto per violoncello e orchestra, commissionato da Luciano Berio per la stagione 2002 di Santa Cecilia a Roma, Madrigale Guerriero e Amoroso per il Melbourne Festival, composto per strumenti tradizionali cinesi e gruppo madrigalistico, l'opera Un Dragone in Gabbia su testi di Ezra Pound, andata in scena al Piccolo Regio di Torino nel maggio 2004, Canti Pisani, commissionato dalla Radio della Saarland nel 2005. Nell'ottobre 2007 per il IX Centenario della fondazione della Cattedrale di Casale Monferrato scrive la Missa Sancti Evasii per soli, coro e orchestra di strumenti barocchi.
Nonostante i suoi studi con un autore come Brian Ferneyhough, nella produzione matura di Giulio Castagnoli non c'è nulla che lo accomuni alla corrente denominata "nuova complessità"; il suo atteggiamento compositivo (viste anche le sue aperture verso le musiche appartenenti a culture extraeuropee) sembra semmai portare con sé il ricordo delle attività di Giacinto Scelsi. Per la sua costante attenzione nei riguardi dei fenomeni fisici del suono, la sua musica è stata spesso messa in relazione a quella degli autori spettrali francesi. La sua poetica, incentrata su un'idea del suono come fascinazione, è alla ricerca di voci archetipiche che emergono dai fondali delle diverse civiltà musicali, come mostrato nelle composizioni più recenti (Ritorna, 2001, per violoncello, vibrafono e darabuqqa; Altre stelle, 2008, per chitarra, flauto, vibrafono e tabla) in cui strumenti extraeuropei dialogano con strumenti barocchi (Trasfigurazioni per viola da gamba e violoncello, 2019) o con strumenti moderni utilizzati con tecniche all'avanguardia (i sassofoni dei Quattro rebus di Leonardo, 2019), oppure mettono in opera citazioni di frammenti di culture altre (Quarto Quartetto per archi, 2022), con uno sguardo particolarmente attento verso il mondo ebraico (come in Ouverture - Hag Gadya Monferrina per orchestra del 2019, su antichi canti giudaico-piemontesi).

## Catalogo delle opere
1. Qui conta come Narcis ... per pianoforte e voce recitante ad libitum (1982) (6') (Ricordi). Tortona, Teatro Municipale, 18/02/1983, Livia Conte
2. Quasi una fantasia (sopra un finale) (1983) (8') per pianoforte solo (Ricordi). Torino, 17/03/1984, Conservatorio, Francesco Cipolletta
3. Le ore e le lune opera da camera su libretto di Sergio Liberovici, per soprano, flauto (e ottavino), clarinetto (e clarinetto basso), chitarra (e mandolino ), violoncello (1984). Torino, 3/05/1984, Salone Ippolito Nievo, Luisa Castellani, voce, Mara Armanni, violoncello, Sergio Delmastro, clarinetto, Davide Ficco, chitarra, Claudio Montafia, flauto
4. Ricercare sopra un tema di Francesco Geminiani per oboe e clavicembalo (1984) (6') Saint Vincent, Sala dei Congressi, 26/04/1985, Silvano Scanziani, oboe, Maria Grazia Bertocchi, clavicembalo
5. Serenata après l'11.ème étude de Villalobos per chitarra (1984) (6') (Edipan)(disco PAN3009 e disco Oliphant CNTP 00991. Friburgo, Musikhochschule, 8/01/1986, Jürgen Ruck
6. Partita  per contrabbasso (1984, rev.1993) (4')
7. Uqbar, trio d'archi per 7 sopra una canzone famosa per ottavino, clarinetto basso, percussioni, pianoforte, violino, viola e violoncello (1984) (15') (Edizioni Suvini Zerboni)(Disco Happy New Ears-Compositori Associati, Ca 912) Graz, Steirisches Herbst, Musikprotokoll, 24/10/1986, Pro Arte Ensemble Graz, direttore Adolf Hennig
8. Quartetto per archi (note ad A Bao A Qu) (13') (1985) Milano, 1/10/1985, Auditorium di Porta Vigentina, Quartetto Arditti
9. Finzione per ottavino, oboe, clarinetto basso, clavicembalo, percussioni, violino, viola e violoncello (8')(1985) Roma, 21/06/1985, Villa Medici, Gruppo Musica d'Oggi, direttore Gino Lanzillotta
10. Limber Jack per sassofoni soprano, tenore e baritono (5' opp.10', opp.15 ')(1985) Ferrara, Aterforum, 5/06/1985, Alfredo Ponissi, sassofoni
11. "L'inutil precauzione" (aria del cembalo), per ottavino, sassofono tenore, tromba e clavicembalo (7') (1985) - Torino, settembre Musica, Teatro Nuovo, 19/09/1985 Maria Luisa Pacciani, clavicembalo, Renato Cugno, tromba, Claudio Montafia, ottavino, Alfredo Ponissi, sassofono
12. Finzione II - concerto per violoncello e orchestra (14') (1985) (piccola orchestra) Freiburg, 10/07/1986, Carola Drexler, violoncello
13. Klang per archi, omaggio a Giacinto Scelsi (7') (1986) (Casa Musicale Sonzogno)(Disco Happy New Ears- Compositori Associati CA912) Maiano, 4/10/1986, Haydn Philharmonia, direttore Ezio Rojatti
14. Trio per violino, violoncello e pianoforte (9') (1986) (Edizioni Suvini Zerboni)(Disco Happy New Ears-Compositori Associati, CA 912) Roma, Auditorium del Foro Italico, 31/10/1986, Mario Buffa violino, Luigi Lanzillotta violoncello, Giancarlo Simonacci, pianoforte
15. Duo per violino solo (8') (1986) (Edizioni Suvini Zerboni). Amsterdam, Concertgebouw, 18/04/1987, Cécile Huijnen, violino
16. Trio II per flauto, clarinetto basso e arpa (10) (1986) (Edizioni Suvini Zerboni) (Disco Happy New Ears- Compositori Associati, CA 912). Amsterdam, 12/11/1987, Gaudeamus Music Week, Waalse Kerk, Harry Sparnaay, clarinetto basso, Harrie Staareveld, Flauto, Masumi Nagasawa, arpa - Altra versione: Trio II b per flauto, clarinetto basso e pianoforte (1986/87) (10') (Edizioni Suvini Zerboni)(Disco Happy New Ears - Compositori Associati, CA911) Amsterdam, De Ijsbrecker, 18/03/1988, Het Trio: Harry Sparnaay, clarinetto Basso, Harrie Starreveld, flauto, René Eckhardt, pianoforte
17. Trio per quattro per flauto, clarinetto basso, chitarra e pianoforte (altra versione di Trio II) (10')(1986/87)(Edizioni Suvini Zerboni) (Disco ADDA 590014 AD 184) Buenos Aires, Teatro Colon, 10/08/1987, Antidogma Musica, direttore Enrico Correggia
18. Secondo quartetto con voci per quartetto d'archi, soprano, attrice e nastro magnetico (14') (1987) (Edizioni Suvini Zerboni) (Disco Happy New Ears - Compositori Associati, CA 912) RaiRadiotre, 8/06/1987
19. Bestiario, otto studi per trio di fiati per flauto, clarinetto e fagotto (15') (1987) (Edizioni del “Premio Valentino Bucchi”, Roma) - Torino, settembre Musica, 20/09/1987, Marco Bruno, flauto, Walter Frezzato, clarinetto, Rodolfo Passuello, fagotto
20. Numeri, concerto per orchestra (20') (1987) per grande orchestra 31/5/1993 Bucarest, Sala della Radio, Festival di Musica Contemporanea, Orchestra della Radio di Stato Rumena, direttore Gheorghe Costin
21. Doppio Quintetto per flauto (anche ottavino e flauto in sol), (anche clarinetto piccolo e basso), corno, chitarra, pianoforte, e quintetto d'archi (13') (1988) (Edizioni Stradivarius) (Disco Stradivarius, STR 33572). Parigi, Grande Salle Centre Pompidou, 17/03/1988, Antidogma Musica, direttore Enrico Correggia
22. Due stanze giapponesi per trombone solo (7') (1988) (Ricordi) (Disco RCA CCD 3003) Versione 1992 Tre stanze giapponesi: Al sole; In un tempio; All'ombra, per trombone solo (Ricordi) Torino, 8/05/1993 Goethe - Institut Turin, Roberto Zucca
23. Doppio Trio per flauto, clarinetto basso, arpa, violino, violoncello e pianoforte (8')(1988) (Edizioni Suvini Zerboni). Cremona, Spazionovecento, 12/11/1988, Gruppo Musica Insieme, direttore Pietro Antonini
24. Black out per sassofono baritono e pianoforte (altra versione per clarinetto basso e pianoforte) (7') (1988). Roma, S. Margherita in Trastevere, Federico Mondelci, sassofono, Oscar Pizzo, pianoforte
25. Quartetto per clarinetto, violino, violoncello e pianoforte (13') (1989) (Quaderni Perugini di Musica Contemporanea). Perugia, 12 maggio 1989, Aula Magna Università per Stranieri, Gabriele Mirabassi, clarinetto, Gabriele Raspanti, violino, Ulrike Brand, violoncello, Meret Kammer, pianoforte
26. Sei Haiku per nove strumenti e soprano (flauto, clarinetto - anche clarinetto basso, percussioni, mandolino, chitarra, arpa, violino, viola e contrabbasso) (eseguibili anche in due cicli di tre pezzi ciascuno) (28') (1989) (Ricordi) (Disco RCA CCD 3011) Commissioned by Elision Ensemble-Melbourne. 15/7/1990 Melbourne, Melba Hall-University of Melbourne, Elision Ensemble, direttore Sandro Gorli
27. Monk & sphere per clarinetto basso solo (6') (1990) (Ricordi) (Disco DDT 19203) Torino, Festival Antidogma, 30/09/1991, Rocco Parisi
28. Cinque Madrigali per undici archi (6 violini, 2 viole, 2 violoncelli e 1 contrabbasso) (15') (1990) Commande de la Ville de Gèneve. Gèneve, Hotel de Ville, 9/07/1990 Antidogma Ensemble, direttore Andrea Molino - Nuova versione: 23/11/1992 Bologna, Teatro Comunale, Accademia Bizantina, direttore Luciano Berio
29. Tre Tanka dallo "Hiakunin Isshu" per flauto e pianoforte (10') (1990) (EDIPAN) (disco PAN 3039). 10/5/1991 Roma, Villa Medici, Manuel Zurria, flauto, Oscar Pizzo, pianoforte
30. Quattro Notturni per quartetto d'archi (terzo quartetto), da "in forma di Haiku" di Carlo Cignetti (13') (1990) (Ricordi). Torino, Tempio Valdese, 9/05/1991, Quartetto d'archi di Torino
31. Al Museo in volo & a zompi opera buffa radiofonica in un atto e dodici quadri per soprano leggero, mezzosoprano, bass barytone, voci recitanti, coro, orchestra e nastro magnetico opera commissionata da Rai Radio 3 per il Prix Italia 1991) (45') (1991) (Edizioni Nuova Fonit Cetra, Disco Fonit Cetra CTD16)
32. Miles per clarinetto basso e violoncello (6') (1991) (Ricordi). Roma, 23/01/1992, Ciro Scarponi, clarinetto basso, Gino Lanzillotta, violoncello
33. Cloches en noir et blanc per flauto, clarinetto, corno, percussioni, sintetizzatore, pianoforte, violino e violoncello (1991) (14') (Edizioni Stradivarius) (Disco Stradivarius, STR 33572) 24/1/1992 Paris, Présences 92, Maison de la Radio, Ensemble TM+, direttore Laurent Cuniot
34. Canti per orchestra (14') (1991) (Edizioni Ricordi) Commission of the Stamford Chamber Orchestra. 20/6/1992 Stamford Con. (U.S.A.), Stamford Chamber Orchestra, direttore Laurence Gilgore
35. A due voci per soprano, quintetto di fiati e pianoforte (11') da "Ottava Fuga" di Umberto Saba (1992) (Ricordi). Cosenza, Aula Magna dell'Università della Calabria, Barbara Lazotti, soprano; Gruppo Musica d'Oggi, direttore Gino Lanzillotta
36. Tre musiche a china per flauto (in do e in sol), clarinetto basso, percussioni e pianoforte (10') (1992) (Ricordi). 7/10/1994 Paris, IRCAM, Elementi dell'Orchestra Sinfonica Emilia-Romagna, direttore Bruno Garbarino
37. Al Maestro per ensemble (1992) (2') (Ricordi) 13/3/1993 Bruxelles, Festival Ars Musica, Nieuw Ensemble di Amsterdam, direttore Ed Spanijard
38. Una lettera a china per violoncello e pianoforte (1992) (2') (Ricordi)
39. Cloches blanches et noires per grande orchestra (1992/93) (16')
40. " Oltre lo stretto vuoto" per pianoforte ed amplificazione (1992/93)(8') (Ricordi) (Disco RCA 74321-16229-2). 5/10/1993 La Habana, Festival di Musica Contemporanea, Oscar Pizzo
41. Vana - Evanescente - Invano , tre pezzi per orchestra (1993) (12') (Ricordi) 18/2/1993 San Remo, Orchestra Filarmonica di San Remo, direttore Daniele Agiman
42. Quattro canti di Omar Khayyam, per sestetto d'archi (1993) (18') 29/9/1993 Torino, Festival Antidogma Musica, Auditorium Rai, Sextuor à cordes de L'A.I.E.C. - Lille
43. Tre liriche d'Oriente, per flauto dolce basso e basso di viola (1993) (15') versione 1998 per violoncello e flauto in sol 22/2/1994 Losanna, Maison de la Radio, Kees Boeke, viola da gamba, Antonio Politano, flauto dolce basso
44. Quattro poemetti, per violoncello ed amplificazione (1993) (18') Commande de Radio France (disco Happy new ear CA9810) 31/1/1994 Paris, Présences 94, Maison de la Radio, Salle Messiaen, Alain Meunier, violoncello, Sy.Te.R du G.R.M.
45. Tà paràthura (Le finestre)- da "Un Quaderno di Konstantinos Kavafis", per violino solo (1994) (10'). Torino, Galleria d'Arte Moderna, 5/06/1995, Enzo Porta
46. Epéstrephe (Ritorna)- da "Un Quaderno di Kostantinos Kavafis", per viola d'amore e chitarra a dodici corde (1994) (12'- Roma, 23/6/1996, Acquario, Luca Sanzò, viola d'amore, Stefano Cardi, chitarra
47. Toù plòiou (A bordo) - da "Un Quaderno di Kostantinos Kavafis", per arpa (1994) (10') Torino, 8/06/1994, Gabriella Bosio
48. Hedoné (Alla voluttà), da "Un Quaderno di Konstantinos Kavafis", per voce, violino e pianoforte (1994) (12'). Faenza, Teatro Comunale, 5/11/1994, Barbara Lazotti, voce, Sabina Moretti, violino, Bo Price, pianoforte
49. Phonés (Voci),da "Un Quaderno di Konstantinos Kavafis", per voce e sonagli (1994)(12'). 24/10/1996 Pechino Conservatory, Luisa Castellani, soprano
50. I toni della notte, per clavicembalo a tre tastiere con amplificazione ad libitum (1995) (10'). 13/9/1995 Tokyo, Tsuda Hall, Natsu Yoko - clavicembalo
51. Tre canti ebraici per due violoncelli (1995) (10') Casale Monferrato, Sinagoga, 10/04/1995, Renzo Brancaleon e Erica Patrucco, violoncelli
52. Tre poesie T'ang per pianoforte e gruppi di strumenti (flauto - anche ottavino e flauto in sol, oboe - anche corno inglese, clarinetto - anche clarinetto piccolo, clarinetto basso, corno, 2 percussioni, arpa, 2 violini, viola, violoncello e contrabbasso) (1995) (18')(Disco Stradivarius, STR 33572) 22/7/1995 Venezia, La Biennale Musica, Divertimento Ensemble, direttore Sandro Gorli
53. Sarabanda, Sarabanda fiorita, Sarabanda sfiorita per violoncello solo (6') (1995) Colma di Rosignano, 11/06/1995, Erica Patrucco
54. Threnos per trio d'archi (1996) (12') 24/4/1999 Taskent, Festival di Musica Nuova, Xenia Ensemble
55. Il lago notturno/il cielo stellato (12') secondo trio per violino, violoncello e pianoforte (1996) (disco Moto Perpetuo, Pescocostanzo 1996) - Pescocostanzo, 23/07/1996, Steven Neugarten Trio
56. Le azzurre campane della sera (12') per 17 archi (1996) Torino, 27/09/1996, Conservatorio di Torino, Antidogma Musica, direttore Guido Maria Guida
57. Fioriture (18') per Gu Q'in e 11 strumenti (flauto, oboe - anche corno inglese, clarinetto - anche clarinetto basso, corno, percussioni, arpa, 2 violini, viola, violoncello e contrabbasso) (1996)- Milano, 28/10/1996 Sala Puccini - La Scala, Divertimento Ensemble, Luca Bonvini, Gu Q'in, direttore Sandro Gorli
58. Fioriture II (18') per viola solista e 11 strumenti soprano (flauto, oboe - anche corno inglese, clarinetto - anche clarinetto basso, corno, percussioni, arpa, 2 violini, viola, violoncello e contrabbasso) (1996/97) (Disco Stradivarius, STR 33572) Mosca, 24/10/1997 Moscow Conservatory, Rachmaninov Hall, Giovanni Cavalli, viola, Orchestra dell'OSER, direttore Giorgio Bernasconi
59. 5 Trakl-Lieder (10') per mezzosoprano e pianoforte (1997) Manta, 22/09/1997, Festival di Antidogma Musica, Marinella Tarenghi- pianoforte, Elena Custer - mezzosoprano
60. Cantico Notturno (12') per 12 voci e percussioni (1997) Milano, 21/10/1998, Festival Milano Musica-La Scala, Camerata Polifonica, direttore Ruben Jais (Edizioni Nuova Stradivarius) (Disco Stradivarius 33858)
61. Il Re - monodramma su testo di Carlo Cignetti, per recitante, flauto (e flauto in sol), clarinetto basso, violino, violoncello, chitarra, pianoforte e mezzosoprano ad lib. (18') (1997) Roma, 10/5/1999, Accademia Filarmonica Romana, Freon Ensemble e Burattinmusica
62. Sciofar (Shofar) per fagotto (8') (1998)[3]
63. Due moti d'acqua per due pianoforti (1995-1998) (15') Sermoneta, 4/07/1998, Festival Pontino, Duo Notarstefano-Risaliti
64. Isole livre pour violoncelle (e nastro ad lib.) (25') (1998) (disco I concerti di Brunnenburg, Merano TR CD001, 1999) - Berlino, 27/9/1999, Festival Musica Elettronica, Francesco Dillon - violoncello, Folkmar Hein - elettronica dal vivo
65. Itaca è questa… per canto e pianoforte, su testo dall'Ulisse di Claudio Monteverdi (4') (1998). Roma, 13/11/1998, Villa Medici, Festival Roma Europa, Rosa Ricciotti, voce, Felice Venanzoni, pianoforte
66. Costellazioni per chitarra solista e gruppo di strumenti (1999) (15') (inedito) (Disco Stradivarius, STR 33572). Berlino, 15/06/1999 SFB, Kleine Saal: Portät Konzert Giulio Castagnoli, Divertimento Ensemble, Elena Casoli chitarrista, direttore Sandro Gorli
67. Un raga per due violini (1998) (6') Merano, 14/07/1998, Biblioteca Civica, Giacomo Agazzini e Umberto Fantini
68. Un canto per violoncello e pianoforte (1999) (2')
69. 'Una viola per Guido' per clarinetto solo (1998 - rev. 2018) (4')
70. …pour vous dire… per pianoforte solo (1999-2004) (4')
71. Je reprends la plume… per controtenore e trio d'archi, su testo tratto da una lettera di Puškin (1999) (7'). Roma, 17/10/1999, Ambasciata Britannica, David James - controtenore e Xenia Ensemble
72. Laudi per doppio coro e orchestra (testi: dai Salmi e da Sant'Ambrogio) (1999) (15') (Disco Stradivarius, STR 33576). Milano, 29/11/1999, Sant'Ambrogio, Camerata Polifonica di Milano, Orchestra dei Pomeriggi Musicali, direttore Sandro Gorli
73. Finale (il mare) per sette strumenti ed elettronica (1999) (8') Milano, 22/11/1999, Palazzo Reale, Freon Ensemble diretto da Stefano Cardi
74. 'Maqam', eine Vervanderung fuer Bruno Canino, per pianoforte solo Milano, 16/05/2000, Bruno Canino
75. Offerta, in memoria di Franco Donatoni sopra un canone dell'Offerta Musicale di J.S. Bach, per pianoforte, (200) (6') Torino, Goethe Institut, maggio 2000, Orietta Caianiello
76. Canti del Mattino per coro di bambini e tre giovani violoncellisti (2000), Casale Monferrato, Chiesa di Oltreponte, 23/12/2000, L'Opera dei Ragazzi diretta da Erica Patrucco
77. Chet per tromba, percussioni (3 piatti sospesi, vibrafono), contrabbasso (2001) (8') Colonia, 23/03/2001, Istituto Italiano di Cultura, Freon Ensemble
78. Ritorna per violoncello con sordina di legno, vibrafono con archetto e tamburo in re (o darabukka) (2001) (8'). Lucca, 15/06/2001, Associazione Musicale Lucchese
79. Un Lied per voce e pianoforte (2001) (3')Arianna Stornello-voce, Cristina Laganà - pianoforte, Casale Monferrato, Sinagoga, 18-06-2017
80. Concerto per violoncello e doppia orchestra (2001-2002) (40') Commissione dell'Accademia di Santa Cecilia - Fondazione, Roma 30/11/2002, Accademia di Santa Cecilia, Enrico Dindo, violoncello, direttore Stefan Anton Reck
81. Madrigale guerriero e amoroso, per sei voci e sei strumenti cinesi di tradizione, su testo di Francesco Petrarca (2002) (12') (anche in versione per sei voci a cappella s., s., c., t., b., b.). Melbourne, 30/10/2002, Melbourne Festival, The Song Company-Sidney e Hong Kong Virtuosi, direttore Roland Peelman (Edizioni Nuova Stradivarius) (Disco Stradivarius 33858)
82. Wine-wild per tre voci virili e pip'a (2002) (4') su testo da Ruan Ji , Melbourne, 30/10/2002, Melbourne Festival, The Song Company-Sidney e Hong Kong Virtuosi, direttore Roland Peelman
83. Concerto per pianoforte e orchestra (2003) (26') Torino, 10/06/2003, Accademia Stefano Tempia, Francesco Cipolletta, pianoforte, direttore Massimo Peiretti
84. Note del tuono per violoncello e clavicembalo (2003) (6') Palermo, 25/05/2003, Anna Damiani, clavicembalo, Francesco Dillon, violoncello
85. Terzo Trio (note del tuono) per violino, violoncello e pianoforte preparato con fogli di carta, Zagrabia, 20/04/2007, Biennale, Trio Debussy
86. Pasi but but per elettronica (2003) (4') Cagliari, Spazio Musica, 7/06/2003
87. Anna e Davide, opera da camera per bambini attori e cantori, attrice, attore, chitarra e violoncello da pagine di diari di bambini deportati nei Lager (libretto dell'autore) (50') (2003) Casale Monferrato, 14/09/2003, Sinagoga, L'Opera dei Ragazzi, Erica Patrucco, violoncello, Oscar Casares, chitarra
88. Notturno (WasserklavierII) per fl. (e fl. in sol), cl.basso, v.no., vlc., pianoforte preparato con fogli di carta (2003) (14') Bologna, 7/02/2004, Accademia Filarmonica, Ensemble dell'Associazione Musicale Lucchese, direttore Fabio Neri
89. Vago, vago augelletto per Di-zi(fl.cinese), Sheng(organo a bocca cinese) e trio d'archi (2003) (6') Caraglio, 11/12/2003 Il Filatoio, The Hong Kong Virtuosi e Trio Xenia
90. Un dragone in gabbia, opera per attore, sei voci madrigalistiche, gruppi di strumenti ed elettronica (libretto dell'autore, dai 'Pisan Cantos' di Ezra Pound nella versione di Mary de Rachewiltz) (2004) (85') Torino, 20/05/2004, Piccolo Regio, Syryn Ensemble- Stoccolma, Riccardo Balbinutti, elettronica realizzata alla Technische Universität Berlin, direttore Carlo Pavese
91. Canti Pisani, per quattro voci, quattro strumenti e pianoforte (testo tratto dai Pisan Cantos di Ezra Pound nella versione italiana di Mary de Rachewiltz) (2005) (15') Saarbrücken, Radio della Saarland,7/05/2005, Neue Vocalsolisten Stuttgart (Edizioni Nuova Stradivarius) (Disco Stradivarius 33858)
92. Arco, per violoncello concertante e orchestra d'archi (2006) (16') Torino, 27/03/2006, Dario Destefano, violoncello, Orchestra Stefano Tempia, Massimo Peiretti, direttore
93. Missa Sancti Evasii, per coro ed orchestra di strumenti barocchi (testi: Ordinarium Missae) (2007) (25') Casale Monferrato, Duomo, 6/10/2007 Coro Ruggero Maghini, Orchestra Barocca Academia Montis Regalis, direttore Claudio Chiavazza (Edizioni Nuova Stradivarius) (Disco Stradivarius 33858)
94. Altre stelle, per fl. In sol, chitarra, vibrafono e tabla (o Pakhavaj, o darabukka) (2008) (12') Milano, Palazzina Liberty, 5/05/2008, Divertimento Ensemble, direttore Sandro Gorli
95. Per quel vago boschetto (2006) (5') da Jacopo Peri, per canto, violino, clarinetto, fagotto e fisarmonica. Torino, marzo 2006, Castello del Valentino
96. Sagittario, per fl. in sol, cl.basso, violino e violoncello (2008) (3') Terni, 7/09/2008, Ensemble In Canto, direttore Fabio Maestri
97. Due canti antichi per violino e shamisen(2008) (9') Osaka, 19/12/2008, Saji Keizo Memorial Hall, Osaka University Nakanoshima Center, Francesco D'Orazio, violino, Rokunobu Kineya e Nobuzo Kineya, shamisen
98. Venetian Berceuse per violino solo (2008) (4') Saji Keizo Memorial Hall, Osaka University Nakanoshima Center, Francesco D'Orazio, violino
99. Canto antico per violino solo (2009) (6') Torino, 14/09/2009, settembre Musica, Massimo Marin
100. Quarto Trio (Kaddish) per violino, violoncello e pianoforte (2009) (9') Torino, 14/09/2009, settembre Musica, Teatro Gobetti, Francesco Cipolletta, pianoforte, Dario Destefano, violoncello, Massimo Marin, violino
101. Musiche per il Castello del Monferrato, musica elettronica (Casale Monf., 13/10/2009) (15')
102. Raga Rimirar le Stelle, per violoncello solo, Torino, 8/12/2009, SS.Pietro e Paolo, Dario Destefano (10')
103. Come una fantasia triste, per 6 violoncelli, Torino, 31/10/2010, Aula Magna dell'Università, CelloConsort (6')
104. Kaddish, per violoncello solo, Torino, 25/01/2011, Dario Destefano, violoncello (4')
105. Laudate pueri, per coro di voci bianche (2011) (5')
106. Tehillah per sei voci (2013) (5') Torino, Festival Laudes Paschales Aprile 2013, Ensemble Vocale Resonare - Marco Chiappero
107. Un frammento di Eraclito per arpa (2014) (4'), Marta Marinelli, 1/06/ 2014, Teatro L. Garzoni, Tricesimo, Udine, Festival Risuonanze 2014
108. Concerto triplo per violino, viola, violoncello e orchestra (2015/16) (25') Torino, 21/3/2016, Massimo Marin - violino, Maurizio Redegoso Kharitian - viola, Dario Destefano - violoncello,  Orchestra dell'Accademia Stefano Tempia, direttore Guido Guida
109. Eine Veränderung (2016) (3') per cl., fg., cr., p.fte, quartetto d'archi, Milano, 18/1/2017, Divertimento Ensemble, direttore Sandro Gorli
110. Hallelujah per Gilberto Bosco per pianoforte  (2016) (3') Torino, 3/12/2017, Cecilia Novarino, pianoforte
111. Piccola Suite per violino e viola (2017) (12'), Casale Monferrato, Sinagoga, 26/06/2022, Paolo Calcagno, violino, Giacomo Indemini, viola
112. Bella, bella ciao per coro di voci giovanili a tre parti (2018) (4') (inedito) Casale Monferrato, 25/1/2018, coro L'Opera dei Ragazzi diretto da Erica Patrucco
113. Fandango, dal Fandango di Antonio Soler (2019) (14') per mandolino e clavicembalo  (inedito) Milano, 5/9/2019, Anna Schivazappa, mandolino, Fabio Antonio Falcone, clavicembalo
114. Trasfigurazioni e passaggi (meditazioni sullo Stabat Mater di Alessandro Scarlatti) per viola da gamba e violoncello (2019) (12')(inedito) Torino, 10/4/2019, Iris Faceto, viola da gamba, Dario Destefano, violoncello
115. Quattro Rebus di Leonardo per due sassofoni (soprano e baritono) e pianoforte (2019) (7') (inedito) Saint-Jean- Cap-Ferrat, 17/8/2019, Nino Mollica, sax soprano, Enea Tonetti, sax baritono, Yanya Cohen, pianoforte
116. Ouverture per orchestra (Chad Gadya Monferrina) (2019) (8') Berna, 8/05/2022Chiesa di Bethlehem, Orchestra Berner Musikkollegium diretta da Hervé Grelat
117. Parafrasi - tre canti per voce (mezzosoprano) e nove strumenti  (2020) (14')Lucca, 15/07/2021, Lucca Classica, Solisti dell’Associazione Musicale Lucchese direttore Remo Pieri
118. Passaggio per violoncello e viola da gamba (1994-2020)  (7')Torino, Chiesa di San Rocco, 24/05/2021, Dario Destefano - violoncello, Iris Faceto - viola da gamba
119. Ed or si scriva... per clarinetto di bassetto (altre versioni: clarinetto in sib e clarinetto basso)(2020) (7')  (inedito)
120. Giochi con Domenico Scarlatti, un preludio, cinque interludi e un postludio per pianoforte (2020) (14') (inedito)
121. Requies, Parafrasi IV per cantus firmus e nove strumenti (Fl e ott., Fl e fl in sol, cl., pianof., arpa, violino, viola, violoncello e contrabbasso) (6')(anche in versione per cantus firmus, due tube, quattro percussionisti, armonium, pianoforte e audio registrato, organo eolico Ghau Kilori, delle Isole Salomone), Lucca, Festival Lucca Classica, 15/7/2021, Associazione Musicale Lucchese, direttore Remo Pieri
122. Preludio e recitativo per chitarra (1980-revisione 2021) (5')
123. Tre Improvvisi per pardessus di viola e violoncello (2021) (9')
124. Tanto più dolce armonia(2021) (6') per sax soprano e baritono, e pianoforte, Saint-Jean- Cap-Ferrat, 21/08/2021, Nino Mollica e Enea Tonetti, sassofoni, Vanya Cohen, pianoforte
125. All'etterna fontana (2021) (6') per voce, due sassofoni e pianoforte, Saint-Jean- Cap-Ferrat, 21/08/2021, Maria Agricola, soprano, Nino Mollica e Enea Tonetti, sassofoni, Vanya Cohen, pianoforte
126. Tre Invenzioni per due sax soprani (2021) (10')
127. In Alto - Tre Illustrazioni per viola sola (2021) (9')
128. Notturno per violino solo in sordino (5') (2021), Lucca, Villa Reale di Marlia,2/07/2022, Alberto Bologni, violino
129. Tre illustrazioni per violino solo (2021) (9'30)
130. Tre improvvisi per viola e violoncello ((2022) (9')
131. Quarto Quartetto per archi (2022)(14')
132. E...si fussi pisci (II) - (2022) (3')per coro a cappella
133. Berceuse per fl., cl. e chitarra alla memoria di Paolo Castaldi (2022),Ferrara, Festival Mixxer, Ridotto del Teatro Comunale, 4/06/2022, Morena Mestieri, flauto, Claudio Miotto, clarinetto, Stefano Cardi, chitarra
134. Folk song (2022) (8'), per voce, clarinetto, vibrafono, chitarra folk e violoncello, Roma, Festival di Nuova Consonanza,14/11/2022, Freon Ensemble
135. A love folksong (2022) (5'), per voce, sax soprano, sax baritono e pianoforte, Saint-Jean- Cap-Ferrat, 20/08/2022, Anna Delfino, soprano, Nino Mollica e Enea Tonetti, sassofoni, Vanya Cohen, pianoforte
136. Kaddish Le'ela per 8 violoncelli 2022 (2'30)
137. Folk songs III per viola e violoncello (2022) (8'), Torino, Chiesa di San Secondo, 6/12/2022, Giacomo Indemini, viola, Dario Destefano, violoncello
138. Ora-forse-mai più per voce, sax soprano, sax baritono, vibrafono e pianoforte (2022)
139. Autunno, quasi un folksong, rileggendo Autumn di Charles Ives, per voce e ensemble (6') (2023) Torino, Centro italiano per la Fotografia, 5/06/2023, Laura Capretti.voce, Tommaso Santini – violino, Lucia Sacerdoni – violoncello, Edoardo Momo – pianoforte, Francesco Parod - percussioni
140. Tre intonazioni ebraiche (2023) (12') per fagotto, violoncello e clavicembalo, violoncello - Erica Patrucco, fagotto - Franco Taulino, clavicembalo - Giulio Castagnoli, Sinagoga, Casale Monferrato, 18/06/2023
141. Aleichem shalom per orchestra (2023)(4'30) sopra un canto ebraico monferrino
142. Hov Areq, an Armenian Folksong per voce e quattro strumentisti (2023) (5') per voce con tamburello basco, vibrafono e darabukka, violino, violoncello e pianoforte

## Discografia essenziale
- Giulio Castagnoli (disco monografico), CD Adda Records (1990)
- Al Museo in volo & a zompi (opera buffa completa), CD Nuova Fonit Cetra (1991)
- 900 Musica - Elision Ensemble, CD RCA BGM/Ariola (1992)
- Giulio Castagnoli (disco monografico), CD Stradivarius (2000)
- LmcsL Messa, CD Stradivarius (2001)
- Giulio Castagnoli, Missa Sancti Evasii e musica vocale (disco monografico), CD Stradivarius(2010)

## Colonne sonore cinematografiche
- Registe (ITA, 2014), di Diana Dell'Erba con Maria de Medeiros, Lina Wertmüller